# Selenia forsteri
Selenia forsteri är en fjärilsart som beskrevs av Eugen Wehrli 1941. Selenia forsteri ingår i släktet Selenia och familjen mätare. Inga underarter finns listade.